# Gent-Wevelgem 2023
Gent-Wevelgem 2023 er den 85. udgave af det belgiske cykelløb Gent-Wevelgem. Det 260,9 km lange linjeløb bliver kørt den 26. marts 2023 med start i Ieper og mål i Wevelgem i Flandern. Løbet er tolvte arrangement på UCI World Tour 2023. Det bliver kørt samme dag som sidste etape af Catalonien Rundt.
Løbet blev en kæmpe succes for det hollandske storhold Team Jumbo-Visma, da de to holdkammerater Christophe Laporte og Wout van Aert kom alene til mål med et forspring på næsten to minutter til forfølgerne. De to ryttere blev enige om at franske Laporte skulle køre først over målstregen. Sep Vanmarcke fra Israel-Premier Tech var hurtigst blandt forfølgerne, og tog den sidste plads på podiet.

## Resultat
| \| Samlede stilling \| Samlede stilling \| Samlede stilling \| Samlede stilling \| Samlede stilling \| \| Rytter \| Rytter \| Hold \| Tid \| \| \| ---------------- \| ------------------ \| ------------------- \| ---------------- \| ---------------- \| \| 1. \| Christophe Laporte \| Jumbo-Visma \| 5t 49' 39" \| \| \| 2. \| Wout van Aert \| Jumbo-Visma \| + 0" \| \| \| 3. \| Sep Vanmarcke \| Israel-Premier Tech \| + 1' 56" \| \| \| 4. \| Frederik Frison \| Lotto Dstny \| + 1' 56" \| \| \| 5. \| Mads Pedersen \| Trek-Segafredo \| + 1' 56" \| \| \| 6. \| Mikkel Bjerg \| UAE Team Emirates \| + 1' 56" \| \| \| 7. \| Alexis Renard \| Cofidis \| + 2' 04" \| \| \| 8. \| Olav Kooij \| Jumbo-Visma \| + 2' 04" \| \| \| 9. \| Danny van Poppel \| Bora-Hansgrohe \| + 2' 04" \| \| \| 10. \| Daniel McLay \| Arkéa-Samsic \| + 2' 04" \| \| |                    |                     |            |
| |                    |                     |            |
| Kilde: ProCyclingStats |                    |                     |            |
| Samlede stilling |                    |                     |            |
| Rytter | Rytter             | Hold                | Tid        |
| 1. | Christophe Laporte | Jumbo-Visma         | 5t 49' 39" |
| 2. | Wout van Aert      | Jumbo-Visma         | + 0"       |
| 3. | Sep Vanmarcke      | Israel-Premier Tech | + 1' 56"   |
| 4. | Frederik Frison    | Lotto Dstny         | + 1' 56"   |
| 5. | Mads Pedersen      | Trek-Segafredo      | + 1' 56"   |
| 6. | Mikkel Bjerg       | UAE Team Emirates   | + 1' 56"   |
| 7. | Alexis Renard      | Cofidis             | + 2' 04"   |
| 8. | Olav Kooij         | Jumbo-Visma         | + 2' 04"   |
| 9. | Danny van Poppel   | Bora-Hansgrohe      | + 2' 04"   |
| 10. | Daniel McLay       | Arkéa-Samsic        | + 2' 04"   |

## Hold og ryttere
| UCI WorldTeams (18)- AG2R Citroën Team - Alpecin-Deceuninck - Astana Qazaqstan Team - Bahrain Victorious - Bora-Hansgrohe - Cofidis - EF Education-EasyPost - Groupama-FDJ - Ineos Grenadiers - Intermarché-Circus-Wanty - Jumbo-Visma - Movistar Team - Soudal Quick-Step - Arkéa-Samsic - Team DSM - Team Jayco AlUla - Trek-Segafredo - UAE Team Emirates UCI ProTeams (7)- Bingoal WB - Human Powered Health - Israel-Premier Tech - Lotto Dstny - Team Flanders-Baloise - TotalEnergies - Uno-X Pro Cycling Team |
| |

### Danske ryttere
| Danske ryttere på startlisten |                      |                        |           |
| Rygnummer                     | Rytter               | Hold                   | Placering |
| 13                            | Kasper Asgreen       | Soudal Quick-Step      | 93        |
| 24                            | Søren Kragh Andersen | Alpecin-Deceuninck     | 68        |
| 55                            | Mads Pedersen        | Trek-Segafredo         | 5         |
| 135                           | Mathias Norsgaard    | Movistar Team          | DNF       |
| 154                           | Tobias Lund Andresen | Team DSM               | DNF       |
| 177                           | Mikkel Bjerg         | UAE Team Emirates      | 6         |
| 232                           | Louis Bendixen       | Uno-X Pro Cycling Team | DNF       |
| 236                           | William Blume Levy   | Uno-X Pro Cycling Team | DNF       |

* DNS = stillede ikke til start

* DNF = gennemførte ikke

### Startliste
| Intermarché-Circus-Wanty ICW | Intermarché-Circus-Wanty ICW | Intermarché-Circus-Wanty ICW |
| ---------------------------- | ---------------------------- | ---------------------------- |
| Nr.                          | Rytter                       | Placering                    |
| 1                            | Biniam Girmay (ERI)          | 97.                          |
| 2                            | Baptiste Planckaert (BEL)    | DNF                          |
| 3                            | Laurenz Rex (BEL)            | 45.                          |
| 4                            | Hugo Page (FRA)              | DNF                          |
| 5                            | Boy van Poppel (NED)         | DNF                          |
| 6                            | Mike Teunissen (NED)         | 91.                          |
| 7                            | Taco van der Hoorn (NED)     | DNF                          |

| Soudal Quick-Step SOQ | Soudal Quick-Step SOQ             | Soudal Quick-Step SOQ |
| --------------------- | --------------------------------- | --------------------- |
| Nr.                   | Rytter                            | Placering             |
| 11                    | Tim Merlier (BEL) (landevej)      | 14.                   |
| 12                    | Yves Lampaert (BEL)               | 67.                   |
| 13                    | Kasper Asgreen (DEN)              | 93.                   |
| 14                    | Fabio Jakobsen (NED) (landevej)   | DNF                   |
| 15                    | Tim Declercq (BEL)                | DNF                   |
| 16                    | Florian Sénéchal (FRA) (landevej) | 27.                   |
| 17                    | Bert Van Lerberghe (BEL)          | 28.                   |

| Alpecin-Deceuninck ADC | Alpecin-Deceuninck ADC     | Alpecin-Deceuninck ADC |
| ---------------------- | -------------------------- | ---------------------- |
| Nr.                    | Rytter                     | Placering              |
| 21                     | Jasper Philipsen (BEL)     | DNF                    |
| 22                     | Silvan Dillier (SUI)       | 90.                    |
| 23                     | Robbe Ghys (BEL)           | 96.                    |
| 24                     | Søren Kragh Andersen (DEN) | 68.                    |
| 25                     | Alexander Krieger (GER)    | 76.                    |
| 26                     | Maurice Ballerstedt (GER)  | DNF                    |
| 27                     | Gianni Vermeersch (BEL)    | 24.                    |

| Jumbo-Visma TJV | Jumbo-Visma TJV            | Jumbo-Visma TJV |
| --------------- | -------------------------- | --------------- |
| Nr.             | Rytter                     | Placering       |
| 31              | Wout van Aert (BEL)        | 2.              |
| 32              | Christophe Laporte (FRA)   | 1.              |
| 33              | Olav Kooij (NED)           | 8.              |
| 34              | Timo Roosen (NED)          | 81.             |
| 35              | Tim van Dijke (NED)        | 77.             |
| 36              | Jos van Emden (NED)        | DNF             |
| 37              | Nathan Van Hooydonck (BEL) | 16.             |

| AG2R Citroën Team ACT | AG2R Citroën Team ACT     | AG2R Citroën Team ACT |
| --------------------- | ------------------------- | --------------------- |
| Nr.                   | Rytter                    | Placering             |
| 41                    | Greg Van Avermaet (BEL)   | 85.                   |
| 42                    | Pierre Gautherat (FRA)    | 34.                   |
| 43                    | Lawrence Naesen (BEL)     | DNF                   |
| 44                    | Oliver Naesen (BEL)       | 18.                   |
| 45                    | Valentin Retailleau (FRA) | 40.                   |
| 46                    | Damien Touzé (FRA)        | DNF                   |
| 47                    | Stan Dewulf (BEL)         | 74.                   |

| Trek-Segafredo TFS | Trek-Segafredo TFS   | Trek-Segafredo TFS |
| ------------------ | -------------------- | ------------------ |
| Nr.                | Rytter               | Placering          |
| 51                 | Jasper Stuyven (BEL) | 36.                |
| 52                 | Toms Skujiņš (LAT)   | 51.                |
| 53                 | Daan Hoole (NED)     | 98.                |
| 54                 | Alex Kirsch (LUX)    | 26.                |
| 55                 | Mads Pedersen (DEN)  | 5.                 |
| 56                 | Otto Vergaerde (BEL) | DNS                |
| 57                 | Edward Theuns (BEL)  | 94.                |

| Astana Qazaqstan Team AST | Astana Qazaqstan Team AST        | Astana Qazaqstan Team AST |
| ------------------------- | -------------------------------- | ------------------------- |
| Nr.                       | Rytter                           | Placering                 |
| 61                        | Mark Cavendish (GBR) (landevej)  | DNS                       |
| 62                        | Jevgenij Giditj (KAZ) (landevej) | DNF                       |
| 63                        | Leonardo Basso (ITA)             | DNF                       |
| 64                        | Jevgenij Fedorov (KAZ)           | 58.                       |
| 65                        | Dmitrij Gruzdev (KAZ)            | 78.                       |
| 66                        | Davide Martinelli (ITA)          | DNF                       |
| 67                        | Gleb Syritsa                     | 46.                       |

| Bahrain Victorious TBV | Bahrain Victorious TBV | Bahrain Victorious TBV |
| ---------------------- | ---------------------- | ---------------------- |
| Nr.                    | Rytter                 | Placering              |
| 71                     | Matej Mohorič (SLO)    | 43.                    |
| 72                     | Kamil Gradek (POL)     | DNF                    |
| 73                     | Jonathan Milan (ITA)   | DNF                    |
| 74                     | Nikias Arndt (GER)     | 19.                    |
| 75                     | Andrea Pasqualon (ITA) | 49.                    |
| 76                     | Filip Maciejuk (POL)   | DNF                    |
| 77                     | Fred Wright (GBR)      | 23.                    |

| Bora-Hansgrohe BOH | Bora-Hansgrohe BOH           | Bora-Hansgrohe BOH |
| ------------------ | ---------------------------- | ------------------ |
| Nr.                | Rytter                       | Placering          |
| 81                 | Sam Bennett (IRL)            | DNF                |
| 82                 | Marco Haller (AUT)           | 39.                |
| 83                 | Shane Archbold (NZL)         | DNF                |
| 84                 | Jordi Meeus (BEL)            | DNF                |
| 85                 | Ryan Mullen (IRL)            | DNF                |
| 86                 | Nils Politt (GER) (landevej) | 20.                |
| 87                 | Danny van Poppel (NED)       | 9.                 |

| Cofidis COF | Cofidis COF            | Cofidis COF |
| ----------- | ---------------------- | ----------- |
| Nr.         | Rytter                 | Placering   |
| 91          | Piet Allegaert (BEL)   | 35.         |
| 92          | Simone Consonni (ITA)  | DNF         |
| 93          | Wesley Kreder (NED)    | 73.         |
| 94          | Christophe Noppe (BEL) | 31.         |
| 95          | Max Walscheid (GER)    | 82.         |
| 96          | Alexis Renard (FRA)    | 7.          |
| 97          | Jelle Wallays (BEL)    | DNF         |

| EF Education-EasyPost EFE | EF Education-EasyPost EFE | EF Education-EasyPost EFE |
| ------------------------- | ------------------------- | ------------------------- |
| Nr.                       | Rytter                    | Placering                 |
| 101                       | Alberto Bettiol (ITA)     | DNF                       |
| 102                       | Stefan Bissegger (SUI)    | 64.                       |
| 103                       | Owain Doull (GBR)         | 57.                       |
| 104                       | Marijn van den Berg (NED) | 37.                       |
| 105                       | Jonas Rutsch (GER)        | 30.                       |
| 106                       | Thomas Scully (NZL)       | DNF                       |
| 107                       | Łukasz Wiśniowski (POL)   | DNF                       |

| Groupama-FDJ GFC | Groupama-FDJ GFC      | Groupama-FDJ GFC |
| ---------------- | --------------------- | ---------------- |
| Nr.              | Rytter                | Placering        |
| 111              | Arnaud Démare (FRA)   | 79.              |
| 112              | Lewis Askey (GBR)     | 59.              |
| 113              | Stefan Küng (SUI)     | 52.              |
| 114              | Olivier Le Gac (FRA)  | 54.              |
| 115              | Fabian Lienhard (SUI) | 33.              |
| 116              | Jake Stewart (GBR)    | DNF              |
| 117              | Samuel Watson (GBR)   | 47.              |

| Ineos Grenadiers IGD | Ineos Grenadiers IGD     | Ineos Grenadiers IGD |
| -------------------- | ------------------------ | -------------------- |
| Nr.                  | Rytter                   | Placering            |
| 121                  | Filippo Ganna (ITA)      | DNF                  |
| 122                  | Kim Heiduk (GER)         | 75.                  |
| 123                  | Michał Kwiatkowski (POL) | DNF                  |
| 124                  | Jhonatan Narváez (ECU)   | 13.                  |
| 125                  | Magnus Sheffield (USA)   | 38.                  |
| 126                  | Connor Swift (GBR)       | DNF                  |
| 127                  | Ben Turner (GBR)         | 53.                  |

| Movistar Team MOV | Movistar Team MOV         | Movistar Team MOV |
| ----------------- | ------------------------- | ----------------- |
| Nr.               | Rytter                    | Placering         |
| 131               | Fernando Gaviria (COL)    | DNF               |
| 132               | Iván García Cortina (ESP) | DNF               |
| 134               | Johan Jacobs (SUI)        | 60.               |
| 135               | Mathias Norsgaard (DEN)   | DNF               |
| 136               | Lluís Mas (ESP)           | DNF               |
| 137               | Iván Romeo (ESP)          | DNF               |

| Arkéa-Samsic ARK | Arkéa-Samsic ARK      | Arkéa-Samsic ARK |
| ---------------- | --------------------- | ---------------- |
| Nr.              | Rytter                | Placering        |
| 141              | Kévin Ledanois (FRA)  | DNF              |
| 142              | Andrij Ponomar (UKR)  | DNS              |
| 143              | David Dekker (NED)    | 92.              |
| 144              | Jenthe Biermans (BEL) | 87.              |
| 145              | Daniel McLay (GBR)    | 10.              |
| 146              | Luca Mozzato (ITA)    | 29.              |
| 147              | Clément Russo (FRA)   | DNF              |

| Team DSM DSM | Team DSM DSM               | Team DSM DSM |
| ------------ | -------------------------- | ------------ |
| Nr.          | Rytter                     | Placering    |
| 151          | John Degenkolb (GER)       | 12.          |
| 152          | Sean Flynn (GBR)           | DNF          |
| 153          | Pavel Bittner (CZE)        | DNF          |
| 154          | Tobias Lund Andresen (DEN) | DNF          |
| 155          | Nils Eekhoff (NED)         | DNF          |
| 156          | Casper van Uden (NED)      | DNF          |
| 157          | Kevin Vermaerke (USA)      | DNF          |

| Team Jayco AlUla JAY | Team Jayco AlUla JAY    | Team Jayco AlUla JAY |
| -------------------- | ----------------------- | -------------------- |
| Nr.                  | Rytter                  | Placering            |
| 161                  | Dylan Groenewegen (NED) | 44.                  |
| 162                  | Luka Mezgec (SLO)       | 86.                  |
| 163                  | Luke Durbridge (AUS)    | 62.                  |
| 164                  | Elmar Reinders (NED)    | 63.                  |
| 165                  | Campbell Stewart (NZL)  | DNF                  |
| 166                  | Zdeněk Štybar (CZE)     | 84.                  |
| 167                  | Kelland O'Brien (AUS)   | 89.                  |

| UAE Team Emirates UAD | UAE Team Emirates UAD      | UAE Team Emirates UAD |
| --------------------- | -------------------------- | --------------------- |
| Nr.                   | Rytter                     | Placering             |
| 171                   | Tim Wellens (BEL)          | 61.                   |
| 172                   | Pascal Ackermann (GER)     | 11.                   |
| 173                   | Matteo Trentin (ITA)       | 21.                   |
| 174                   | Vegard Stake Laengen (NOR) | DNF                   |
| 175                   | Felix Groß (GER)           | DNF                   |
| 176                   | Rui Oliveira (POR)         | DNF                   |
| 177                   | Mikkel Bjerg (DEN)         | 6.                    |

| Lotto Dstny LTD | Lotto Dstny LTD          | Lotto Dstny LTD |
| --------------- | ------------------------ | --------------- |
| Nr.             | Rytter                   | Placering       |
| 181             | Arnaud De Lie (BEL)      | 42.             |
| 182             | Caleb Ewan (AUS)         | 66.             |
| 183             | Cedric Beullens (BEL)    | 71.             |
| 184             | Jasper De Buyst (BEL)    | 95.             |
| 185             | Frederik Frison (BEL)    | 4.              |
| 186             | Brent Van Moer (BEL)     | 22.             |
| 187             | Florian Vermeersch (BEL) | 17.             |

| Team Flanders-Baloise TFB | Team Flanders-Baloise TFB | Team Flanders-Baloise TFB |
| ------------------------- | ------------------------- | ------------------------- |
| Nr.                       | Rytter                    | Placering                 |
| 191                       | Ruben Apers (BEL)         | DNF                       |
| 193                       | Vito Braet (BEL)          | 50.                       |
| 194                       | Alex Colman (BEL)         | DNF                       |
| 195                       | Sander De Pestel (BEL)    | DNF                       |
| 196                       | Milan Fretin (BEL)        | DNF                       |
| 197                       | Jules Hesters (BEL)       | DNF                       |
| 198                       | Aaron Van Poucke (BEL)    | DNF                       |

| Bingoal WB BWB | Bingoal WB BWB                 | Bingoal WB BWB |
| -------------- | ------------------------------ | -------------- |
| Nr.            | Rytter                         | Placering      |
| 201            | Louis Blouwe (BEL)             | DNF            |
| 202            | Dorian de Maeght (BEL)         | DNF            |
| 203            | Ludovic Robeet (BEL)           | 88.            |
| 204            | Ceriel Desal (BEL)             | 70.            |
| 205            | Luca Van Boven (BEL)           | DNF            |
| 206            | Guillaume Van Keirsbulck (BEL) | 65.            |
| 207            | Julian Mertens (BEL)           | DNF            |

| Human Powered Health HPM | Human Powered Health HPM    | Human Powered Health HPM |
| ------------------------ | --------------------------- | ------------------------ |
| Nr.                      | Rytter                      | Placering                |
| 211                      | Stephen Bassett (USA)       | DNF                      |
| 212                      | Adam de Vos (CAN)           | DNF                      |
| 213                      | Colin Joyce (USA)           | 80.                      |
| 214                      | Bart Lemmen (NED)           | DNF                      |
| 215                      | Benjamin Perry (CAN)        | DNS                      |
| 216                      | Sebastian Schönberger (AUT) | DNF                      |
| 217                      | Gijs Van Hoecke (BEL)       | DNF                      |

| Israel-Premier Tech IPT | Israel-Premier Tech IPT | Israel-Premier Tech IPT |
| ----------------------- | ----------------------- | ----------------------- |
| Nr.                     | Rytter                  | Placering               |
| 221                     | Sep Vanmarcke (BEL)     | 3.                      |
| 222                     | Hugo Houle (CAN)        | DNS                     |
| 223                     | Derek Gee (CAN)         | DNF                     |
| 224                     | Jens Reynders (BEL)     | 72.                     |
| 225                     | Tom Van Asbroeck (BEL)  | 41.                     |
| 226                     | Guy Sagiv (ISR)         | DNF                     |
| 227                     | Rick Zabel (GER)        | DNS                     |

| Uno-X Pro Cycling Team UXT | Uno-X Pro Cycling Team UXT     | Uno-X Pro Cycling Team UXT |
| -------------------------- | ------------------------------ | -------------------------- |
| Nr.                        | Rytter                         | Placering                  |
| 231                        | Alexander Kristoff (NOR)       | 69.                        |
| 232                        | Louis Bendixen (DEN)           | DNF                        |
| 233                        | Martin Bugge Urianstad (NOR)   | 55.                        |
| 234                        | Erik Nordsæter Resell (NOR)    | 56.                        |
| 235                        | Søren Wærenskjold (NOR)        | 25.                        |
| 236                        | William Blume Levy (DEN)       | DNF                        |
| 237                        | Rasmus Tiller (NOR) (landevej) | 15.                        |

| TotalEnergies TEN | TotalEnergies TEN            | TotalEnergies TEN |
| ----------------- | ---------------------------- | ----------------- |
| Nr.               | Rytter                       | Placering         |
| 241               | Peter Sagan (SVK) (landevej) | 83.               |
| 242               | Edvald Boasson Hagen (NOR)   | DNF               |
| 243               | Daniel Oss (ITA)             | DNF               |
| 244               | Sandy Dujardin (FRA)         | DNF               |
| 245               | Geoffrey Soupe (FRA)         | DNF               |
| 246               | Anthony Turgis (FRA)         | 32.               |
| 247               | Dries Van Gestel (BEL)       | 48.               |

| Intermarché-Circus-Wanty ICW | Intermarché-Circus-Wanty ICW | Intermarché-Circus-Wanty ICW |
| ---------------------------- | ---------------------------- | ---------------------------- |
| Nr.                          | Rytter                       | Placering                    |
| 1                            | Biniam Girmay (ERI)          | 97.                          |
| 2                            | Baptiste Planckaert (BEL)    | DNF                          |
| 3                            | Laurenz Rex (BEL)            | 45.                          |
| 4                            | Hugo Page (FRA)              | DNF                          |
| 5                            | Boy van Poppel (NED)         | DNF                          |
| 6                            | Mike Teunissen (NED)         | 91.                          |
| 7                            | Taco van der Hoorn (NED)     | DNF                          |

| Soudal Quick-Step SOQ | Soudal Quick-Step SOQ             | Soudal Quick-Step SOQ |
| --------------------- | --------------------------------- | --------------------- |
| Nr.                   | Rytter                            | Placering             |
| 11                    | Tim Merlier (BEL) (landevej)      | 14.                   |
| 12                    | Yves Lampaert (BEL)               | 67.                   |
| 13                    | Kasper Asgreen (DEN)              | 93.                   |
| 14                    | Fabio Jakobsen (NED) (landevej)   | DNF                   |
| 15                    | Tim Declercq (BEL)                | DNF                   |
| 16                    | Florian Sénéchal (FRA) (landevej) | 27.                   |
| 17                    | Bert Van Lerberghe (BEL)          | 28.                   |

| Alpecin-Deceuninck ADC | Alpecin-Deceuninck ADC     | Alpecin-Deceuninck ADC |
| ---------------------- | -------------------------- | ---------------------- |
| Nr.                    | Rytter                     | Placering              |
| 21                     | Jasper Philipsen (BEL)     | DNF                    |
| 22                     | Silvan Dillier (SUI)       | 90.                    |
| 23                     | Robbe Ghys (BEL)           | 96.                    |
| 24                     | Søren Kragh Andersen (DEN) | 68.                    |
| 25                     | Alexander Krieger (GER)    | 76.                    |
| 26                     | Maurice Ballerstedt (GER)  | DNF                    |
| 27                     | Gianni Vermeersch (BEL)    | 24.                    |

| Jumbo-Visma TJV | Jumbo-Visma TJV            | Jumbo-Visma TJV |
| --------------- | -------------------------- | --------------- |
| Nr.             | Rytter                     | Placering       |
| 31              | Wout van Aert (BEL)        | 2.              |
| 32              | Christophe Laporte (FRA)   | 1.              |
| 33              | Olav Kooij (NED)           | 8.              |
| 34              | Timo Roosen (NED)          | 81.             |
| 35              | Tim van Dijke (NED)        | 77.             |
| 36              | Jos van Emden (NED)        | DNF             |
| 37              | Nathan Van Hooydonck (BEL) | 16.             |

| AG2R Citroën Team ACT | AG2R Citroën Team ACT     | AG2R Citroën Team ACT |
| --------------------- | ------------------------- | --------------------- |
| Nr.                   | Rytter                    | Placering             |
| 41                    | Greg Van Avermaet (BEL)   | 85.                   |
| 42                    | Pierre Gautherat (FRA)    | 34.                   |
| 43                    | Lawrence Naesen (BEL)     | DNF                   |
| 44                    | Oliver Naesen (BEL)       | 18.                   |
| 45                    | Valentin Retailleau (FRA) | 40.                   |
| 46                    | Damien Touzé (FRA)        | DNF                   |
| 47                    | Stan Dewulf (BEL)         | 74.                   |

| Trek-Segafredo TFS | Trek-Segafredo TFS   | Trek-Segafredo TFS |
| ------------------ | -------------------- | ------------------ |
| Nr.                | Rytter               | Placering          |
| 51                 | Jasper Stuyven (BEL) | 36.                |
| 52                 | Toms Skujiņš (LAT)   | 51.                |
| 53                 | Daan Hoole (NED)     | 98.                |
| 54                 | Alex Kirsch (LUX)    | 26.                |
| 55                 | Mads Pedersen (DEN)  | 5.                 |
| 56                 | Otto Vergaerde (BEL) | DNS                |
| 57                 | Edward Theuns (BEL)  | 94.                |

| Astana Qazaqstan Team AST | Astana Qazaqstan Team AST        | Astana Qazaqstan Team AST |
| ------------------------- | -------------------------------- | ------------------------- |
| Nr.                       | Rytter                           | Placering                 |
| 61                        | Mark Cavendish (GBR) (landevej)  | DNS                       |
| 62                        | Jevgenij Giditj (KAZ) (landevej) | DNF                       |
| 63                        | Leonardo Basso (ITA)             | DNF                       |
| 64                        | Jevgenij Fedorov (KAZ)           | 58.                       |
| 65                        | Dmitrij Gruzdev (KAZ)            | 78.                       |
| 66                        | Davide Martinelli (ITA)          | DNF                       |
| 67                        | Gleb Syritsa                     | 46.                       |

| Bahrain Victorious TBV | Bahrain Victorious TBV | Bahrain Victorious TBV |
| ---------------------- | ---------------------- | ---------------------- |
| Nr.                    | Rytter                 | Placering              |
| 71                     | Matej Mohorič (SLO)    | 43.                    |
| 72                     | Kamil Gradek (POL)     | DNF                    |
| 73                     | Jonathan Milan (ITA)   | DNF                    |
| 74                     | Nikias Arndt (GER)     | 19.                    |
| 75                     | Andrea Pasqualon (ITA) | 49.                    |
| 76                     | Filip Maciejuk (POL)   | DNF                    |
| 77                     | Fred Wright (GBR)      | 23.                    |

| Bora-Hansgrohe BOH | Bora-Hansgrohe BOH           | Bora-Hansgrohe BOH |
| ------------------ | ---------------------------- | ------------------ |
| Nr.                | Rytter                       | Placering          |
| 81                 | Sam Bennett (IRL)            | DNF                |
| 82                 | Marco Haller (AUT)           | 39.                |
| 83                 | Shane Archbold (NZL)         | DNF                |
| 84                 | Jordi Meeus (BEL)            | DNF                |
| 85                 | Ryan Mullen (IRL)            | DNF                |
| 86                 | Nils Politt (GER) (landevej) | 20.                |
| 87                 | Danny van Poppel (NED)       | 9.                 |

| Cofidis COF | Cofidis COF            | Cofidis COF |
| ----------- | ---------------------- | ----------- |
| Nr.         | Rytter                 | Placering   |
| 91          | Piet Allegaert (BEL)   | 35.         |
| 92          | Simone Consonni (ITA)  | DNF         |
| 93          | Wesley Kreder (NED)    | 73.         |
| 94          | Christophe Noppe (BEL) | 31.         |
| 95          | Max Walscheid (GER)    | 82.         |
| 96          | Alexis Renard (FRA)    | 7.          |
| 97          | Jelle Wallays (BEL)    | DNF         |

| EF Education-EasyPost EFE | EF Education-EasyPost EFE | EF Education-EasyPost EFE |
| ------------------------- | ------------------------- | ------------------------- |
| Nr.                       | Rytter                    | Placering                 |
| 101                       | Alberto Bettiol (ITA)     | DNF                       |
| 102                       | Stefan Bissegger (SUI)    | 64.                       |
| 103                       | Owain Doull (GBR)         | 57.                       |
| 104                       | Marijn van den Berg (NED) | 37.                       |
| 105                       | Jonas Rutsch (GER)        | 30.                       |
| 106                       | Thomas Scully (NZL)       | DNF                       |
| 107                       | Łukasz Wiśniowski (POL)   | DNF                       |

| Groupama-FDJ GFC | Groupama-FDJ GFC      | Groupama-FDJ GFC |
| ---------------- | --------------------- | ---------------- |
| Nr.              | Rytter                | Placering        |
| 111              | Arnaud Démare (FRA)   | 79.              |
| 112              | Lewis Askey (GBR)     | 59.              |
| 113              | Stefan Küng (SUI)     | 52.              |
| 114              | Olivier Le Gac (FRA)  | 54.              |
| 115              | Fabian Lienhard (SUI) | 33.              |
| 116              | Jake Stewart (GBR)    | DNF              |
| 117              | Samuel Watson (GBR)   | 47.              |

| Ineos Grenadiers IGD | Ineos Grenadiers IGD     | Ineos Grenadiers IGD |
| -------------------- | ------------------------ | -------------------- |
| Nr.                  | Rytter                   | Placering            |
| 121                  | Filippo Ganna (ITA)      | DNF                  |
| 122                  | Kim Heiduk (GER)         | 75.                  |
| 123                  | Michał Kwiatkowski (POL) | DNF                  |
| 124                  | Jhonatan Narváez (ECU)   | 13.                  |
| 125                  | Magnus Sheffield (USA)   | 38.                  |
| 126                  | Connor Swift (GBR)       | DNF                  |
| 127                  | Ben Turner (GBR)         | 53.                  |

| Movistar Team MOV | Movistar Team MOV         | Movistar Team MOV |
| ----------------- | ------------------------- | ----------------- |
| Nr.               | Rytter                    | Placering         |
| 131               | Fernando Gaviria (COL)    | DNF               |
| 132               | Iván García Cortina (ESP) | DNF               |
| 134               | Johan Jacobs (SUI)        | 60.               |
| 135               | Mathias Norsgaard (DEN)   | DNF               |
| 136               | Lluís Mas (ESP)           | DNF               |
| 137               | Iván Romeo (ESP)          | DNF               |

| Arkéa-Samsic ARK | Arkéa-Samsic ARK      | Arkéa-Samsic ARK |
| ---------------- | --------------------- | ---------------- |
| Nr.              | Rytter                | Placering        |
| 141              | Kévin Ledanois (FRA)  | DNF              |
| 142              | Andrij Ponomar (UKR)  | DNS              |
| 143              | David Dekker (NED)    | 92.              |
| 144              | Jenthe Biermans (BEL) | 87.              |
| 145              | Daniel McLay (GBR)    | 10.              |
| 146              | Luca Mozzato (ITA)    | 29.              |
| 147              | Clément Russo (FRA)   | DNF              |

| Team DSM DSM | Team DSM DSM               | Team DSM DSM |
| ------------ | -------------------------- | ------------ |
| Nr.          | Rytter                     | Placering    |
| 151          | John Degenkolb (GER)       | 12.          |
| 152          | Sean Flynn (GBR)           | DNF          |
| 153          | Pavel Bittner (CZE)        | DNF          |
| 154          | Tobias Lund Andresen (DEN) | DNF          |
| 155          | Nils Eekhoff (NED)         | DNF          |
| 156          | Casper van Uden (NED)      | DNF          |
| 157          | Kevin Vermaerke (USA)      | DNF          |

| Team Jayco AlUla JAY | Team Jayco AlUla JAY    | Team Jayco AlUla JAY |
| -------------------- | ----------------------- | -------------------- |
| Nr.                  | Rytter                  | Placering            |
| 161                  | Dylan Groenewegen (NED) | 44.                  |
| 162                  | Luka Mezgec (SLO)       | 86.                  |
| 163                  | Luke Durbridge (AUS)    | 62.                  |
| 164                  | Elmar Reinders (NED)    | 63.                  |
| 165                  | Campbell Stewart (NZL)  | DNF                  |
| 166                  | Zdeněk Štybar (CZE)     | 84.                  |
| 167                  | Kelland O'Brien (AUS)   | 89.                  |

| UAE Team Emirates UAD | UAE Team Emirates UAD      | UAE Team Emirates UAD |
| --------------------- | -------------------------- | --------------------- |
| Nr.                   | Rytter                     | Placering             |
| 171                   | Tim Wellens (BEL)          | 61.                   |
| 172                   | Pascal Ackermann (GER)     | 11.                   |
| 173                   | Matteo Trentin (ITA)       | 21.                   |
| 174                   | Vegard Stake Laengen (NOR) | DNF                   |
| 175                   | Felix Groß (GER)           | DNF                   |
| 176                   | Rui Oliveira (POR)         | DNF                   |
| 177                   | Mikkel Bjerg (DEN)         | 6.                    |

| Lotto Dstny LTD | Lotto Dstny LTD          | Lotto Dstny LTD |
| --------------- | ------------------------ | --------------- |
| Nr.             | Rytter                   | Placering       |
| 181             | Arnaud De Lie (BEL)      | 42.             |
| 182             | Caleb Ewan (AUS)         | 66.             |
| 183             | Cedric Beullens (BEL)    | 71.             |
| 184             | Jasper De Buyst (BEL)    | 95.             |
| 185             | Frederik Frison (BEL)    | 4.              |
| 186             | Brent Van Moer (BEL)     | 22.             |
| 187             | Florian Vermeersch (BEL) | 17.             |

| Team Flanders-Baloise TFB | Team Flanders-Baloise TFB | Team Flanders-Baloise TFB |
| ------------------------- | ------------------------- | ------------------------- |
| Nr.                       | Rytter                    | Placering                 |
| 191                       | Ruben Apers (BEL)         | DNF                       |
| 193                       | Vito Braet (BEL)          | 50.                       |
| 194                       | Alex Colman (BEL)         | DNF                       |
| 195                       | Sander De Pestel (BEL)    | DNF                       |
| 196                       | Milan Fretin (BEL)        | DNF                       |
| 197                       | Jules Hesters (BEL)       | DNF                       |
| 198                       | Aaron Van Poucke (BEL)    | DNF                       |

| Bingoal WB BWB | Bingoal WB BWB                 | Bingoal WB BWB |
| -------------- | ------------------------------ | -------------- |
| Nr.            | Rytter                         | Placering      |
| 201            | Louis Blouwe (BEL)             | DNF            |
| 202            | Dorian de Maeght (BEL)         | DNF            |
| 203            | Ludovic Robeet (BEL)           | 88.            |
| 204            | Ceriel Desal (BEL)             | 70.            |
| 205            | Luca Van Boven (BEL)           | DNF            |
| 206            | Guillaume Van Keirsbulck (BEL) | 65.            |
| 207            | Julian Mertens (BEL)           | DNF            |

| Human Powered Health HPM | Human Powered Health HPM    | Human Powered Health HPM |
| ------------------------ | --------------------------- | ------------------------ |
| Nr.                      | Rytter                      | Placering                |
| 211                      | Stephen Bassett (USA)       | DNF                      |
| 212                      | Adam de Vos (CAN)           | DNF                      |
| 213                      | Colin Joyce (USA)           | 80.                      |
| 214                      | Bart Lemmen (NED)           | DNF                      |
| 215                      | Benjamin Perry (CAN)        | DNS                      |
| 216                      | Sebastian Schönberger (AUT) | DNF                      |
| 217                      | Gijs Van Hoecke (BEL)       | DNF                      |

| Israel-Premier Tech IPT | Israel-Premier Tech IPT | Israel-Premier Tech IPT |
| ----------------------- | ----------------------- | ----------------------- |
| Nr.                     | Rytter                  | Placering               |
| 221                     | Sep Vanmarcke (BEL)     | 3.                      |
| 222                     | Hugo Houle (CAN)        | DNS                     |
| 223                     | Derek Gee (CAN)         | DNF                     |
| 224                     | Jens Reynders (BEL)     | 72.                     |
| 225                     | Tom Van Asbroeck (BEL)  | 41.                     |
| 226                     | Guy Sagiv (ISR)         | DNF                     |
| 227                     | Rick Zabel (GER)        | DNS                     |

| Uno-X Pro Cycling Team UXT | Uno-X Pro Cycling Team UXT     | Uno-X Pro Cycling Team UXT |
| -------------------------- | ------------------------------ | -------------------------- |
| Nr.                        | Rytter                         | Placering                  |
| 231                        | Alexander Kristoff (NOR)       | 69.                        |
| 232                        | Louis Bendixen (DEN)           | DNF                        |
| 233                        | Martin Bugge Urianstad (NOR)   | 55.                        |
| 234                        | Erik Nordsæter Resell (NOR)    | 56.                        |
| 235                        | Søren Wærenskjold (NOR)        | 25.                        |
| 236                        | William Blume Levy (DEN)       | DNF                        |
| 237                        | Rasmus Tiller (NOR) (landevej) | 15.                        |

| TotalEnergies TEN | TotalEnergies TEN            | TotalEnergies TEN |
| ----------------- | ---------------------------- | ----------------- |
| Nr.               | Rytter                       | Placering         |
| 241               | Peter Sagan (SVK) (landevej) | 83.               |
| 242               | Edvald Boasson Hagen (NOR)   | DNF               |
| 243               | Daniel Oss (ITA)             | DNF               |
| 244               | Sandy Dujardin (FRA)         | DNF               |
| 245               | Geoffrey Soupe (FRA)         | DNF               |
| 246               | Anthony Turgis (FRA)         | 32.               |
| 247               | Dries Van Gestel (BEL)       | 48.               |